# District of Columbias borgmästare
Borgmästaren i District of Columbia (engelska: Mayor of the District of Columbia) är den folkvalda politikern med exekutivt ansvar för den lokala förvaltningen i det federala distriktet District of Columbia som sammanfaller med USA:s huvudstad Washington, DC. Borgmästaren ansvarar för att upprätthålla distriktets lagstiftning samt lokala myndigheter som polis, brandkår och det offentligfinansierade skolsystemet. Borgmästaren kan godkänna eller lägga veto på förslag som antas av Council of the District of Columbia.
Ämbetet i sin nuvarande form inrättades 1973 med District of Columbia Home Rule Act som antogs av USA:s kongress och undertecknades 24 december 1973 av USA:s president Richard Nixon. Den första folkvalda borgmästaren under "home rule" valdes 5 november 1974 och svors in 2 januari 1975.
Muriel Bowser är distriktets borgmästare sedan 2 januari 2015 och återvaldes för ytterligare en mandatperiod från 2019.

## Lista över borgmästare
| Nr | Porträtt | Namn (Levnadstid)             | Ämbetstid                       | Parti                | Notering |
| 1  |          | Walter Washington (1915-2003) | 2 januari 1975 – 2 januari 1979 | Demokratiska partiet | [ 2 ]    |
| 2  |          | Marion Barry (1936-2014)      | 2 januari 1979 – 2 januari 1991 | Demokratiska partiet | [ 2 ]    |
| 3  |          | Sharon Pratt Kelly (1944-)    | 2 januari 1991 – 2 januari 1995 | Demokratiska partiet | [ 2 ]    |
| 2  |          | Marion Barry (1936-2014)      | 2 januari 1995 – 2 januari 1999 | Demokratiska partiet | [ 2 ]    |
| 4  |          | Anthony A. Williams (1951-)   | 2 januari 1999 – 2 januari 2007 | Demokratiska partiet | [ 2 ]    |
| 5  |          | Adrian Fenty (1970-)          | 2 januari 2007 – 2 januari 2011 | Demokratiska partiet | [ 2 ]    |
| 6  |          | Vincent C. Gray (1942-)       | 2 januari 2011 – 2 januari 2015 | Demokratiska partiet | [ 2 ]    |
| 7  |          | Muriel Bowser (1972-)         | 2 januari 2015 – sittande       | Demokratiska partiet | [ 2 ]    |